# Tối đa hóa giá trị khách hàng
Tối đa hóa giá trị khách hàng (tiếng Anh: Customer value maximization) (CVM) là một mô hình dịch vụ thời gian thực, những người đề xuất cho là vượt xa khả năng quản lý quan hệ khách hàng cơ bản (CRM), xác định và nắm bắt tiềm năng tối đa từ khách hàng tiềm năng và khách hàng hiện tại. Những người đề xuất cho rằng một chương trình CVM được xây dựng tốt sẽ giúp các công ty cung cấp đúng thứ cho đúng người vào đúng thời điểm. Khung công tác CVM sử dụng sáng tạo, công nghệ, truyền thông và quy trình cùng với các hệ thống đo lường mạnh mẽ để giúp các nhà tiếp thị tối đa hóa lợi nhuận từ các khoản đầu tư tiếp thị của họ.

## Khách hàng là trung tâm
- Tương tác của khách hàng với thương hiệu đã trở nên nhiều lớp / phức tạp hơn do các kênh truyền thông điện tử - Kỹ thuật số, Di động và Xã hội-Internet.
- Siêu cạnh tranh và sự đa dạng của các thông điệp đã làm giảm sự chú ý của khách hàng
- Các phân tích và công nghệ có thể được áp dụng để giải quyết các thách thức hành vi của người tiêu dùng
- Tiếp thị buộc phải chứng minh trách nhiệm giải trình
- Thiếu sự tương tác của con người với khách hàng dẫn đến không có khả năng "kết thúc bán hàng"

Những yếu tố này đã làm cho nó bắt buộc đối với các tổ chức tiếp thị để tìm cơ chế mới để tạo ra giá trị từ mỗi tương tác của khách hàng.
Tối đa hóa giá trị khách hàng thay đổi tập trung từ việc quản lý sản phẩm hoặc chiến dịch tiếp thị để quản lý lợi nhuận của khách hàng cá nhân trong suốt vòng đời của mối quan hệ. Mặc dù CVM có thể dẫn đến các dịch vụ sản phẩm tốt hơn và các chiến dịch được hướng mục tiêu nhiều hơn, người quản lý giá trị khách hàng đặt ra các câu hỏi khác so với nhà quản lý tiếp thị truyền thống. Thay vì hỏi ai sẽ thích thú với khuyến mãi giảm giá 10%, người quản lý giá trị khách hàng cố gắng hiểu khách hàng là ai và họ có thể cung cấp gì để tăng giá trị lâu dài của khách hàng?
Khung CVM đánh giá các phương pháp và hiệu quả hiện tại, thực hiện các thay đổi khi được yêu cầu và thiết lập một hệ thống đo lường giúp đánh giá hiệu quả. Khung công tác CVM hoạt động như một quá trình liên tục trong một vòng khép kín.

## Kịch bản tiếp thị
Ngày nay, khách hàng sở hữu thiết bị chuyển mạch bật và tắt cho tất cả các phương tiện / môi trường, hiểu biết nhiều hơn về các sản phẩm và dịch vụ khác nhau đang được tiếp thị và có sự chú ý rất hạn chế do sự lộn xộn hiện có. Từ xa, để nói, bây giờ là không thể nhầm lẫn trong tay của khách hàng. Hầu hết các nhà tiếp thị đã nhận ra rằng phương pháp tiếp thị truyền thống chỉ đơn giản là không làm việc trong môi trường mới này. Ngày nay, họ đang tích cực tìm kiếm, đầu tư và làm chủ các phương pháp và công cụ mới hơn để làm cho thương hiệu của họ chỉ hiển thị với những người cho phép hiểu rõ hơn, nhắm mục tiêu chính xác, cung cấp tùy chỉnh và hơn tất cả những gì tham gia và để họ có cuộc trò chuyện hai chiều khách hàng của họ. Đối với nhà tiếp thị tiến bộ, thử thách thực sự bắt đầu từ giai đoạn này.

## Thách thức tiếp thị
Thách thức tiếp thị có thể bị chia cắt chủ yếu thành bốn loại:
- Thách thức vòng đời bao gồm việc thúc đẩy việc sử dụng sản phẩm/dịch vụ, sở hữu khách hàng mới, cho phép bán chéo, bán hàng gia tăng, giữ chân khách hàng, kích hoạt, sử dụng, ngăn chặn hoạt động, v.v...[2]
- Thách thức theo phân khúc. Các công ty có nhu cầu liên hệ với từng khách hàng theo cách khác nhau, đáp ứng nhu cầu của họ và điều này càng xảy ra khi công ty có nhiều sản phẩm / biến thể sản phẩm. Họ cần phải tiếp cận một cách tập trung vào các phân khúc độc lập đòi hỏi các chiến lược khác nhau.[3]
- Thách thức theo kênh. Hầu hết các công ty áp dụng chiến lược đa kênh để đưa sản phẩm hoặc dịch vụ của họ đến khách hàng của họ. Mỗi kênh - có thể là cửa hàng, trực tuyến, thiết bị di động, v.v. cần được giải quyết theo một cách khác để đảm bảo tối đa hóa kết quả. Ngoài kênh này, ăn thịt người cũng không nên xảy ra.[4]
- Các thách thức dựa trên chức năng Khi các công ty đầu tư vào các chương trình tiếp thị, họ tìm kiếm các phương pháp giúp họ đánh giá và theo dõi cách thức hoạt động và đo lường ROI. Hệ thống quản lý chương trình của họ, tối đa hóa kết quả và tối ưu hóa chi tiêu là tất cả những công ty tiếp tục tìm kiếm.[5]

## Những gì tổ chức cần từ các chương trình tiếp thị
Kết quả dự định của đầu tư tiếp thị có thể là
- Thúc đẩy chuyển đổi
- Chuyển đổi ảnh hưởng
- Sản xuất doanh thu - trực tiếp hoặc gián tiếp
- Bán chéo, Bán hàng gia tăng
- Giảm khuấy động

Tuy nhiên, kết quả thực tế xảy ra
- Lưu lượng truy cập đến trang web
- Cuộc trò chuyện trên phương tiện truyền thông xã hội
- Lượt xem video trực tuyến
- Các cuộc gọi đến số 1800
- Đi bộ đến các cửa hàng thực

## Lợi ích
- Đưa khách hàng xem tất cả các chương trình tiếp thị và tích hợp chúng để phân phối giá trị.
- Mang đến trách nhiệm giải trình cho các chương trình tiếp thị.
- Giúp lập bản đồ mục tiêu tiếp thị cho mục tiêu kinh doanh.
- Giúp xác định kênh tiếp thị và công cụ kết hợp phù hợp.
- Các can thiệp nhỏ trong các chương trình tiếp thị để tạo ra sự thay đổi đáng kể.

## Tính năng, đặc điểm
- Chương trình tiếp thị X-quang.
- Đánh giá hiệu quả của chúng.
- Tái kiến trúc chúng theo mục tiêu.
- Hệ thống đo lường rộng hơn.
- Tăng giá trị[6]

## Khi nào điều này trở nên quan trọng
- Bất cứ khi nào nhóm tiếp thị cần chứng minh trách nhiệm chi tiêu hoặc khả năng đo lường lợi nhuận.
- Tăng năng suất từ các chương trình, kênh hoặc các dòng sản phẩm hiện tại của khách hàng.
- Căn chỉnh và tối ưu hóa sự tham gia của khách hàng vào truyền thông kỹ thuật số, 1-1 và truyền thông xã hội để bao quát các mục tiêu thương hiệu và kinh doanh.
[cần dẫn nguồn]

## So với CRM
Quản lý quan hệ khách hàng tạo điều kiện cho việc tăng cường mối quan hệ với khách hàng hiện tại bằng cách sử dụng các kỹ thuật tiếp thị cơ sở dữ liệu. Mặt khác, tối đa hóa giá trị khách hàng được sử dụng để tối đa hóa giá trị cho cả khách hàng hiện tại và khách hàng tiềm năng và tuân theo cách tiếp cận đa ngành. Tối đa hóa giá trị khách hàng có thể hoặc không thể yêu cầu tiếp thị mối quan hệ.